# Adam Carolla
Adam Carolla (Filadelfia, Pensilvania; 27 de mayo de 1964) es un presentador de radio y televisión y actor estadounidense. Es presentador del programa The Adam Carolla Podcast, y antes estuvo en un programa de radio matinal donde emitía desde Los Ángeles a través de CBS Radio hasta que la emisora local cambió de formato. Aparte de esos programas, Carolla es conocido como colocutor del programa Loveline desde 1995 hasta 2005 y copresentador en televisión del programa The Man Show (1999-2004) y cocreador en Crank Yankers.
En 2006, actuó en The Hammer, película independiente donde él fue el coguionista y productor además de interpretar el papel principal en lugar de Heather Juergensen. La película se estrenó en marzo de 2008.

## Biografía

### Infancia y juventud
Carolla nació en Filadelfia, Pensilvania, sus padres son Jim Carolla, psicólogo de ascendencia italiana, y Chris Novello, una sexóloga. Sus padres no le dieron ningún nombre intermedio. Como si de una broma se tratase, escribió en su licencia de conducir "Adam Lakers Carolla".
Después de vivir en Menominee y Secane, su familia se asentó en San Fernando Valley y Adam se crio en North Hollywood, California. Su familia fue a menudo un tema a tratar en su programa radiofónico; y comentó que sus padres estaban desinteresados, y siguen estándolo, sobre su vida. Carolla describe a su familia como buenas personas, justos y honestos aunque a menudo se muestran contrarios a hacer algo que implique levantarse del sofá y hacer una tarea. También alega que en su familia son tacaños, Carolla siempre recibía pequeñas cantidades de dinero, normalmente monedas para su cumpleaños en lugar de regalos.
Estudió en la escuela elemental de Colfax, Instituto Walter Reed Junior y Instituto North Hollywood. Nunca obtuvo buenas notas, se graduó con una media de 1,75 por encima de la mediana. Comentó que tuvo que mejorar en cerámica. Carolla no recibió su diploma hasta años más tarde, porque (según dice) debía de la librería, 19,95 dólares por una copia de We The People (ISBN 0-385-41903-1). Sin embargo, realizó el pago por el libro de historia, años más tarde se incorporaría dentro de su proyecto cómico, The Adam Carolla Project siendo la causa de que no asistiera a la ceremonia de graduación de su instituto.
Fue elegido el payaso de la clase y capitán del equipo de fútbol americano. Durante varios años jugó en Pop Warner, después sugirió que el desenvolverse en los deportes le salvarían de su caótica vida en casa.
Se independizó a los 18 años. Tras estudiar durante un breve período en la Universidad Los Angeles Valley, donde obtuvo una aprobación académica antes de empezar su vida laboral en una serie de trabajos, incluidos, limpiador de alfombras, carpintero, instructor de boxeo y de tráfico en una autoescuela.

### Carrera
Carolla declaró que de joven, su sueño fue escribir comedias. Pero nunca había previsto que trabajaría en la radio o en películas y televisión frente a las cámaras. En su tiempo libre trabajaba su capacidad cómica con The Groundlings como comediante en vivo, pero nunca creyó que aquello fuera lo mejor para él. Realizó una actuación durante unos años en Acme Comedy Arts, durante esos años trabajó junto a M. D. Sweeney, Paul Rugg y John P. McCann.
Entre sus veinte años y mientras trabajaba en varios trabajos, Carolla creció escuchando la radio. Después de los 20 años escuchó en la radio a un instructor de boxeo que entrenaba a Jimmy Kimmel. Por entonces, él era una personalidad en el mundo de la radio en la emisora KROQ, en el programa matinal Kevin and Bean como "Jimmy, el tipo de los deportes". Carolla conoció a Kimmel en su emisora y los dos se hicieron amigos. Al preguntarle como conseguir un puesto dentro de la cadena, Jimmy le contestó que debía crear un personaje. Más tarde Carolla se uniría al programa como "Mr. Birchum", el intratable y misántropo profesor veterano del Vietnam.

### Vida personal
El 28 de septiembre de 2002, se casó con Lynette Paradise, con quien tuvo dos hijos (mellizos), el primero nació por cesárea, otro de sus hijos nació el 7 de junio de 2006. En The Adam Carolla Show mencionó en repetidas ocasiones que al principio la fecha del parto debía ser el 6 de junio, pero él y Lynette decidieron retrasarlo un día para que no coincidiera con el 6 de junio de 2006, cuya fecha tenía la numeración simbólica 666 (06-06-06).
Respecto a sus creencias religiosas, Carolla ha declarado: «No soy agnóstico, soy ateo y no dudo de la existencia de Dios, tan solo se que no hay ningún dios de ninguna de las maneras. Se que existen otras leyes dentro de nuestro universo. Sé que no existe ningún dios y que la mayoría de la gente piensa igual, solo que no quieren admitirlo porque hay otra cosa que también saben. Saben que un día tendrán que morir y eso les aterroriza. La mayoría no tiene el coraje de admitirlo y lo saben. Lo sienten. Intentan reprimirse, y si te expresas, entonces se enfadan porque les aterroriza el reconocerlo.»

## Filmografía
2019
- No Safe Spaces

2018
- Ralph Breaks the Internet

2009
- The Good Family
- Still Waiting
- Ace in the Hole

2008
- Wizards of Waverly Place
- The Sarah Silverman Program
- La casa de los dibujos (2004-2008)

2007
- Head, Heart and Balls... or Why I Gave Up Smoking Pot
- Padre de familia[19] (2000-2007)
- The Hammer
- Crank Yankers (2003-2007)

2006
- Wasted

2004
- Save Virgil

2002
- Son of the Beach
- Frank McKlusky

2000
- Buzz Lightyear of Star Command
- Down to You

1999
- Splendor

1998
- Hairshirt
- Art House